# Robert Burton (écrivain)
Pour les articles homonymes, voir Robert Burton et Burton.
Œuvres principales
- The Anatomy of Melancholy (1621)

Robert Burton (8 février 1577 à Lindley, Leicestershire - 25 janvier 1640 à Oxford) est un écrivain anglais.

## Biographie
Ecclésiastique, universitaire d'Oxford, mathématicien, astrologue, il est surtout connu pour un ouvrage très original, The Anatomy of Melancholy (L'Anatomie de la mélancolie), publié en 1621 sous le pseudonyme de Democritus junior (« Démocrite le jeune »). Laurence Sterne a fait de fréquents emprunts à cet ouvrage, qui a eu un grand nombre d'éditions.
Burton s'est semble-t-il pendu dans sa chambre de Christ Church. Il est enterré en la cathédrale Christ Church d'Oxford.

### Citation
- « Que de fois vos agitations ont remué ma bile ou excité mon rire. »

## Publications
- Philosophaster (en) (1606-15), comédie satirique écrite en latin
- L'Anatomie de la mélancolie (1621), éditions modernes :
  - New York Review of Books, 2001 - réimpression du volume de 1932 avec une nouvelle introduction de William H. Gass Traduction française : Bernard Hœpffner et Catherine Goffaux aux éditions José Corti en 2000 (2 tomes, 2 111 pages au total) ; prix de l'Académie, 2000.
  - Clarendon Press/Oxford University Press, 1989-1994 - 3 volumes, avec une introduction de J. B. Bamborough, édité par Thomas C. Faulkner, Nicolas K. Kiessling, et Rhonda L. Blair